# Polinomio separabile
Un polinomio {\displaystyle f(x)} a coefficienti in un campo {\displaystyle K} si dice separabile se le sue radici sono distinte in una chiusura algebrica di {\displaystyle K}, ovvero il numero di radici distinte è uguale al grado del polinomio. Una definizione simile è quella di polinomio privo di quadrati (detto talvolta polinomio square-free): in particolare, nel caso in cui il campo {\displaystyle K} sia perfetto, i due concetti coincidono. In generale, {\displaystyle f(x)} è separabile se e solo se è privo di quadrati in ogni campo contenente {\displaystyle K}, e ciò vale se e solo se {\displaystyle f(x)} è coprimo con la sua derivata formale {\displaystyle Df(x)}.
Si prova che tutti i polinomi irriducibili {\displaystyle f(x)\in K[x]} che hanno uno zero in un'estensione separabile di K sono separabili. Di conseguenza sono separabili tutti i polinomi a coefficienti su campi perfetti, e dunque i polinomi su campi di caratteristica 0 o su campi finiti.
Per quanto detto, è chiaro che ogni polinomio del tipo {\displaystyle f(x)=x^{n}-1\in \mathbb {Q} [x]} è separabile, ma è immediato verificare direttamente che{\displaystyle \ x^{n}-1} e {\displaystyle f\ '(x)=nx^{n-1}} sono coprimi e dunque che {\displaystyle f} è separabile su {\displaystyle \mathbb {Q} } nel senso più forte. 
Si osservi tuttavia che questo procedimento non si può fare per polinomi del tipo {\displaystyle f(x)=x^{p}-y^{p}\in F_{p}(y^{p})[x]}, ove {\displaystyle F_{p}(y^{p})} è il campo finito con p elementi a cui si è aggiunta la potenza p-esima di un elemento y trascendente su {\displaystyle F_{p}}. Si ha infatti che {\displaystyle f\ '(x)=0} e dunque il massimo comun divisore tra f' e f è f stesso e quindi, dato che non è difficile provare che f è irriducibile, si ha che f non è separabile per nessuna delle due definizioni.
In generale, si prova che i polinomi irriducibili non separabili su un campo di caratteristica p sono esattamente i polinomi irriducibili che si possono scrivere come {\displaystyle f(x)=g(x^{p})} per un qualche polinomio g(x).